# Diocesi di Quiché
La diocesi di Quiché (in latino: Dioecesis Quicensis) è una sede della Chiesa cattolica in Guatemala suffraganea dell'arcidiocesi di Los Altos, Quetzaltenango-Totonicapán. Nel 2022 contava 659.100 battezzati su 934.580 abitanti. È retta dal vescovo Juan Manuel Cuá Ajacum.

## Territorio
La diocesi comprende il dipartimento guatemalteco di Quiché.
Sede vescovile è la città di Santa Cruz del Quiché, dove si trova la cattedrale della Santa Croce.
Il territorio è suddiviso in 30 parrocchie.

## Storia
La diocesi di Santa Cruz del Quiché fu eretta il 27 aprile 1967 con la bolla Qui Christi di papa Paolo VI, ricavandone il territorio dalla diocesi di Sololá (oggi diocesi di Sololá-Chimaltenango).
Originariamente suffraganea dell'arcidiocesi di Santiago di Guatemala, il 13 febbraio 1996 è entrata a far parte della provincia ecclesiastica di Los Altos, Quetzaltenango-Totonicapán.
L'11 luglio 2000 ha assunto l'attuale denominazione in lingua volgare in forza del decreto Cum Quicensis della Congregazione per i vescovi.

## Cronotassi dei vescovi
Si omettono i periodi di sede vacante non superiori ai 2 anni o non storicamente accertati.
- Humberto Lara Mejía, C.M. † (5 maggio 1967 - 9 giugno 1972 deceduto)
- José Julio Aguilar García † (2 novembre 1972 - 22 agosto 1974 dimesso)
- Juan José Gerardi Conedera † (22 agosto 1974 - 14 agosto 1984 nominato vescovo ausiliare di Guatemala[2])
- Julio Edgar Cabrera Ovalle (31 ottobre 1986 - 5 dicembre 2001 nominato vescovo di Jalapa)
  - Sede vacante (2001-2004)
- Mario Alberto Molina Palma, O.A.R. (29 ottobre 2004 - 14 luglio 2011 nominato arcivescovo di Los Altos, Quetzaltenango-Totonicapán)
- Rosolino Bianchetti Boffelli (14 settembre 2012 - 15 aprile 2023 ritirato)
- Juan Manuel Cuá Ajacum, dal 15 aprile 2023

## Statistiche
La diocesi nel 2022 su una popolazione di 934.580 persone contava 659.100 battezzati, corrispondenti al 70,5% del totale.
| anno | popolazione | popolazione | popolazione | presbiteri | presbiteri | presbiteri | presbiteri                | diaconi | religiosi | religiosi | parrocchie |
| anno | battezzati  | totale      | %           | numero     | secolari   | regolari   | battezzati per presbitero | diaconi | uomini    | donne     | parrocchie |
| ---- | ----------- | ----------- | ----------- | ---------- | ---------- | ---------- | ------------------------- | ------- | --------- | --------- | ---------- |
| 1970 | 240.000     | 247.775     | 96,9        | 25         |            | 25         | 9.600                     |         | 26        | 28        | 20         |
| 1976 | 285.570     | 300.641     | 95,0        | 22         | 2          | 20         | 12.980                    |         | 20        | 27        | 22         |
| 1980 | 297.600     | 314.000     | 94,8        | 15         | 3          | 12         | 19.840                    |         | 12        | 34        | 22         |
| 1990 | 356.000     | 445.000     | 80,0        | 19         | 11         | 8          | 18.736                    |         | 15        | 49        | 25         |
| 1999 | 453.862     | 567.327     | 80,0        | 27         | 18         | 9          | 16.809                    |         | 15        | 84        | 24         |
| 2000 | 466.000     | 581.510     | 80,1        | 29         | 21         | 8          | 16.068                    |         | 17        | 81        | 24         |
| 2001 | 472.186     | 590.233     | 80,0        | 30         | 21         | 9          | 15.739                    |         | 17        | 81        | 24         |
| 2002 | 483.990     | 604.988     | 80,0        | 31         | 24         | 7          | 15.612                    |         | 11        | 81        | 24         |
| 2003 | 491.250     | 614.063     | 80,0        | 30         | 22         | 8          | 16.375                    |         | 11        | 85        | 23         |
| 2004 | 524.408     | 655.510     | 80,0        | 31         | 23         | 8          | 16.916                    |         | 12        | 85        | 23         |
| 2010 | 503.000     | 714.000     | 70,4        | 34         | 26         | 8          | 14.794                    |         | 12        | 83        | 26         |
| 2014 | 554.000     | 786.000     | 70,5        | 40         | 28         | 12         | 13.850                    |         | 16        | 79        | 27         |
| 2017 | 596.000     | 844.800     | 70,5        | 42         | 29         | 13         | 14.190                    |         | 18        | 67        | 27         |
| 2020 | 636.000     | 901.500     | 70,5        | 40         | 31         | 9          | 15.900                    |         | 13        | 68        | 29         |
| 2022 | 659.100     | 934.580     | 70,5        | 37         | 28         | 9          | 17.813                    |         | 15        | 70        | 30         |